# Claude Closky
Claude Closky (Parigi, 22 maggio 1963) è un artista multimediale francese.

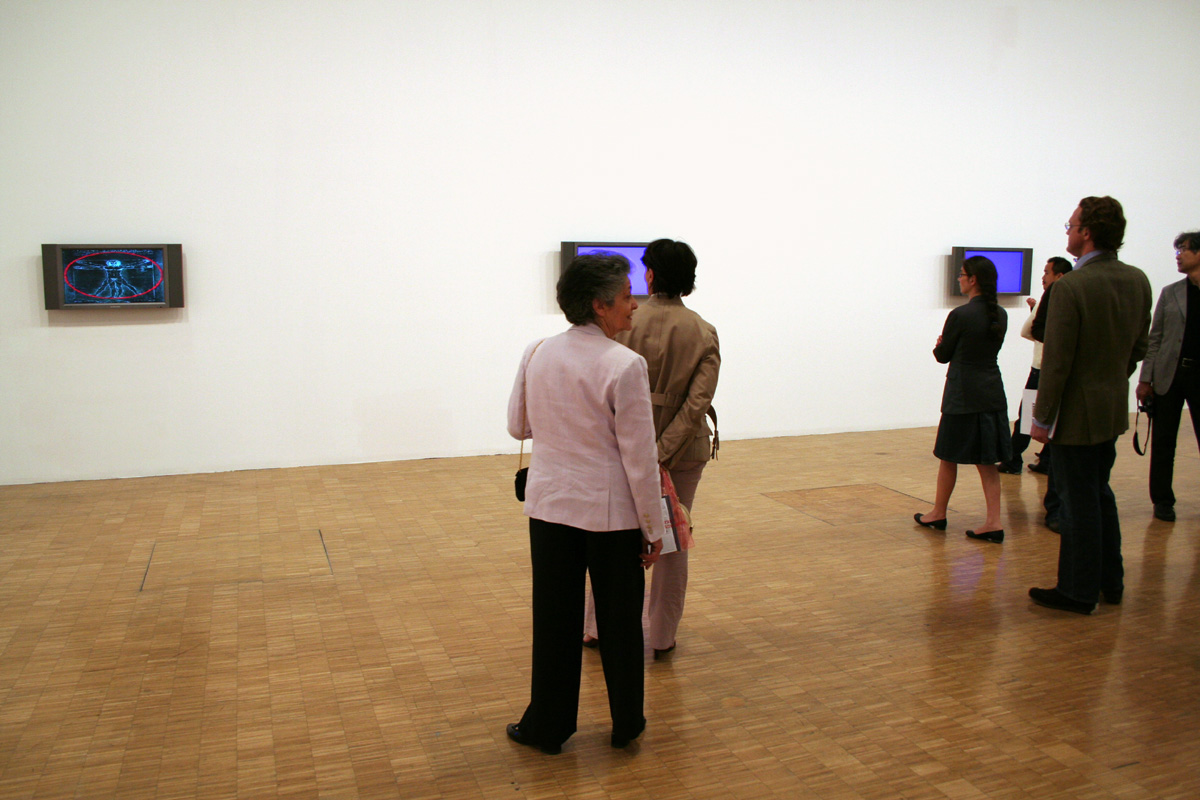
"Manège", Prix Marcel Duchamp, Parigi, 2006

Claude Closky è un artista contemporaneo francese attivo nel campo dell'arte digitale che si esprime sia attraverso la pittura che la scultura, la fotografia e i nuovi media o attraverso le possibili combinazioni di tali espressioni artistiche.
Claude Closky intende mettere in atto, tramite i propri lavori, una rappresentazione della vita quotidiana, sia delle immagini che delle parole che l'universo dei segni che coglie nei mass media contemporanei, semplificandolo fino all'assurdo. Da questo esercizio deriva la scelta di supporti e materiali diversi, dal libro alla video art, passando per internet, ma anche il suono, il disegno e la pittura.

## Selezione mostre personali
- First Choice Second Choice Third Choice, galleria Laurent Godin, Paris, 2020[1]
- Direct Messages, Salle Principale, Paris, 2019[2]
- A five-year-old could do it!, Centre Pompidou, Paris, 2018[3]
- Twelve Thousand Three Hundred and Twenty One, Art3, Valence, 2017[4]
- ILUO , CDLA, Saint-Yrieix-la-Perche, 2017[5]
- Vampires and Ghosts, Galerie Laurent Godin, Paris, 2016[6]
- Prints For 06 And 90 Yuans, Bazaar Compatible Program, Shanghai, 2015[7]
- 10, 20, 30 and 40%, Summerhall, Edinburgh, 2014[8]
- Seven and Not Seven, JAP, Brussels, 2013[9]
- Dönüp Durmak, Şekerbank Açıkekran Yeni Medya Sanatları Galerisi, Istanbul, 2013[10]
- Barking and Meoing, AC Institute, New York, 2012[11]
- ZNASDNAR, Mitterrand+Sanz, Zurigo, 2011[12]
- Rarori, Galerie Mehdi Chouakri, Berlino, 2010[13]
- Laloli, Galerie Laurent Godin, Parigi, 2010[14]
- Yazı mı Tura mı, Akbank Art Center, Istanbul, 2010[15]
- Town and Country, Mitterrand+Sanz, Zurigo, 2009[16]
- Illumination, Le Creux de l'Enfer, Thiers, 2009
- 8002-9891, Mac/Val, Vitry-sur-Seine, 2008
- Music Video, 韩之演当代空间 (Han Ji Yun Contemporary Space), Pechino, 2008
- Yes, Galleria Enrico Fornello, Prato, 2008
- Love and Fear, Concert Hall, Threshold Artspace, Perth, 2007
- Do not cross, Galerie Mehdi Chouakri, Berlino, 2007[17]
- Climb at your own risk, Museo d'arte contemporanea Donnaregina, Napoli, 2007
- Journal, Banff Centre, Banff, 2006
- Manège, Centre Pompidou, espace 315, Parigi, 2006
- Roue de la fortune, Galerie Edward Mitterrand, Ginevra, 2005
- Journal, GEM, Museum of Contemporary Art, L'Aia, 2005.
- You want you have, Galerie Mehdi Chouakri, Berlino, 2004
- U, Fundació Joan Miró, Barcellona, 2004
- Galerie Roger Pailhas, Marsiglia, 2004
- New paintings, Galerie Nicola - Fornello, Torino, 2003
- Television, Location 1, New York, 2003
- La salle de bain, Lione, 2003
- Domaine de Kerguéhennec, 2003
- World News, Galerie Jennifer Flay, Parigi, 2002
- Dundee, Contemporary Art, Dundee, 2001
- Galerie Edward Mitterrand, Ginevra, 2001
- Hello and Welcome, Base, Firenze, 2001
- Objets fétiches, Vitrine de l'Union Centrale des Arts Décoratifs, Parigi, 2000
- Ski, Mala Galleria, Moderna Galerija, Lubiana, 2000
- Weekend, The Deep Gallery, Tōkyō, 1999

## Selezione mostre collettive
- The Voice of Things, Centre Pompidou x West Bund Museum, Shanghai, 2021[18]
- To Martian Anthropologists, New Taipei City Arts Center, Taipei, 2020[19]
- Mappa mundi, Boghossian Foundation, Bruxelles, 2020[20]
- Art after 1989, Stazione di Berlino Amburgo, Berlino, 2019[21]
- 1989. El fin del Siglo XX, Instituto Valenciano de Arte Moderno, Valencia, 2019
- Daily+, Greater Taipei Biennale, NTUA, Taipei, 2018[22]
- HyperPavilion, Biennale di Venezia, 2017.[23]
- Dall’oggi al domani. 24 ore nell’arte contemporanea, Museo di arte contemporanea (Macro), Roma, 2016[24]
- Bregenz Biennale, Vorarlberg Museum, 2016.[25]
- Top 100, Museion, Bolzano, 2015[26]
- The Housebreaker, Riga Art Space, Riga, 2015.[27]
- Immutable Mobiles, Memphis, Linz, 2015.[28]
- Invitation au voyage CCA, Brussels, 2015[29]
- Un Nouveau festival 2015 : Air de jeu Centre Pompidou, Paris.
- A Walk around the Contemporary Art World after Paradigm Shift, Taguchi Hiroshi Art Collection Museum of Fine Arts, Gifu, 2015.
- Artists & Editions, A Publication in Memory of Steven Leiber (1957-2012) de Young – Legion of Honor, 2014.[30]
- Honey! I rearranged the collection! Multimedia Art Museum, Moscow (MMAM), Moscow, 2014.
- 谜途 时间·空间·织毯 [Decorum Carpets & tapestries by artists], Power Station of Art, Shanghai, 2014.[31]
- Colección Abierta 01, Museo Jumex, México, 2014[32]
- Views From Above, Centre Pompidou-Metz, Metz, 2013.[33]
- Intense Proximity, Palais de Tokyo, Parigi, 2012.[34]
- Print/Out, MoMA (Museum of Modern Art), New York, 2012[35]
- You have been there - departures, bifurcations, Gallery Marian Goodman, New York, 2011[36]
- Foreclosed. Between Crisis and Possibility, The Kitchen, New York, 2011[37]
- Replay, Mudam, Luxembourg, 2011[38]
- French Window: looking at the contemporary art through the Marcel Duchamp prize, Mori Art Museum, Tokyo, 2011[39]
- Noches eléctricas, LABoral Centro de Arte y Creación Industrial, Gijón, Asturie, 2011[40]
- 21st Century: Art in the First Decade, Queensland Art Gallery - Gallery of Modern Art, Brisbane, 2010[41]
- Les Nuits Electriques, Multimedia Complex of Actual arts (MCAA), Moscow, 2010[42]
- Second Degré, Mudam, Luxembourg, 2010[43]
- Covering the wall. Contemporary wallpapers, Mudac, Lausanne, 2010[44]
- Let's Dance, Musée d'art contemporain du Val-de-Marne (Mac/Val), Vitry-sur-Seine, 2010[45]
- ¡Sin techo está pelón!, University of Guanajuato Gallery, Guanajuato, 2010[46]
- Liberty B, Open Space, Baltimore, 2010[47]
- Happy is a place, S.A. de C.V., Mexico City, 2010[48]
- A Map Bigger Than It's Surface, Gallery Rotor I, Gothenburg, 2010[49]
- A to B, MKG127, Toronto, 2010[50]
- (İstanbul) Transit-Topos, Akbank Sanat, Istanbul, 2010[51]
- Chefs d'oeuvre?, Centre Pompidou-Metz, Metz, 2010[52]
- Selecties & Collecties, Johan Deumens Gallery, Haarlem, 2010[53]
- Quantified Aesthetics, Minnesota Center for Book Arts (MCBA), Minneapolis, 2010[54]
- One Shot! , B.P.S.22 space for contemporary creation, Charleroi, 2010[55]
- Everyday(s), Casino Luxembourg, Luxembourg, 2010[56]
- Pourquoi attendre !, Centre d'art contemporain, Ginevra, 2009[57]
- Mille e tre, Musée du Louvre, Parigi, 2009[58]
- Nuit Blanche, Gymnase Jean Jaurès, Parigi, 2009[59]
- Sweep me off my feet, Musée national des beaux-arts du Québec (MNBA), Québec, 2009[60]
- Scritture Silenziose, Palazzo Dugnani, Milan, 2009[61]
- Multiplo_6 “Uno, nessuno, centomila”, N.O. Gallery, Milano, 2009[62]
- Keep your options open, Galerie Hervé Bize, Nancy, 2009[63]
- The Real Thing, MU, Eindhoven, 2009[64]
- Outsourced Critics 2006-2009, AC [Institute Direct Chapel], New York, 2009[65]
- N'importe quoi, Musée d'arc Contemporain (MAC), Lyon, 2009[66]
- Replaying Pictures, Musée des beaux-arts, Le Locle, 2009[67]
- Art, Price and Value, Centro di Cultura Contemporanea a Palazzo Strozzi (CCCS), Firenze, 2008[68]
- L’impresa dell’arte, Palazzo delle Arti di Napoli, Napoli, 2008[69]
- ‘Del contemporanea, Fondazione SoutHeritage per l’arte contemporanea, Matera, 2007[70]
- BYO - Artworks from Teseco Collection, Museo d’Arte Provincia di Nuoro, Nuoro, 2005[71]
- Chronos, Filatoio Rosso di Caraglio, Caraglio, 2005[72][73]
- Daily Endless Multiple Made Recyclable (multiplo _1), N.O. Gallery, Milano, 2005[74]
- Zero Interest! - Artistic strategies for an economy in crisis, Galleria civica di Trento, 2005[75]
- Guardare, raccontare, pensare, conservare, Casa del Mantegna, Mantova, 2004[76]
- Flirts. Arte e pubblicità, Museion, Bolzano, 2004[77]
- Collections sans frontières, Galleria civica d'arte moderna e contemporanea, Torino, 2003[78]
- Radical and critical, Fondazione Adriano Olivetti, Roma, 2002
- II Dono, Palazzo delle Papesse, Siena, 2001[79]
- Tempo!, Palazzo delle Esposizioni, Roma, 2000[80]
- 999, Centro d’Arte Contemporanea Ticino, Bellinzona, 1999[81]
- Collezioni di Francia, Museo d'arte contemporanea del castello di Rivoli, Rivoli, 1996[82]

## Libri
Sex - Electra, Roma, 2007
Autobiography - Tonini Editore, Brescia, 2022
Conditions générales, Les petits matins, Paris 2023 ISBN 9782363833570